# Diomansy Kamara
Diomansy Mehdi Kamara (Párizs, 1980. november 8. –) szenegáli válogatott labdarúgó, jelenleg a török Eskişehirspor csatára.

## Pályafutása
Pályafutását a Red Star 93 csapatánál kezdte, majd az 1999–2000-es évadban az FC Catanzaróhoz igazolt. Itt harmincnégy mérkőzést játszott és kilenc gólt szerzett, mielőtt átigazolt a Modena FC-hez. Az ott töltött három évad alatt nyolcvankét mérkőzésen tizenöt gólt szerzett.
2004 augusztusában a Portsmouth FC vásárolta meg. A klub eredetileg csak kölcsönbe vette volna, de végül 2,5 millió font sterlingért a csapat állandó tagja lett. A biztató kezdet ellenére Kamara sérüléseket szenvedett, és mindössze egy év elteltével a Portsmouth FC vezetése átengedte a West Bromwich Albion FC-nek. A Portsmouth FC mindössze 1 millió fontot fizetett ki a Modena FC-nek, a fennmaradó részt a West Bromwich adta.
Új csapatában 2005. augusztus 13-án lépett pályára Kanu helyére a 60. percben. Első három mérkőzésén egy-egy sárgalapot kapott. Első gólját a Bradford City elleni mérkőzésen szerezte 2005. szeptember 20-án. A West Bromwich-ban huszonhárom gólt szerzett a 2006–2007-es angol bajnoki idényben, ezzel 2006 októberében elnyerte a hónap játékosa címet, valamint a PFA a hónap játékosának járó díját 2007 februárjában.
2007. július 9-én négy évre szóló szerződést írt alá a Fulham FC-vel 6 millió fontért. Ez rekord üzletnek számított a West Bromwich Albion FC-nél. Új csapatában először 2007. augusztus 12-én lépett pályára az Arsenal FC ellen. David Healy helyét vette át a második félidőben. Első gólját a Shrewsbury Town FC elleni mérkőzésben szerezte 2007. augusztus 28-án. A Ligakupában először négy nappal később szerzett gólt a Tottenham Hotspur FC elleni mérkőzésen. 2008 júniusában, amikor a szenegáli válogatottban játszott a libériai válogatott ellen, keresztszalag-szakadást szenvedett és műteni kellett.
2010. február 1-jén Kamara a Celtic FC kölcsönjátékosa lett az egész szezonra. Első mérkőzését 2010. február 2-án játszotta a Kilmarnock FC ellen. Első gólját a Celticnél a Dunfermline Athletic FC elleni mérkőzésen szerezte.
A 2010–2011-es évadban ismét a Fulham színeiben játszott. Első gólját ebben a szezonban 2010. október 16-án szerezte a Tottenham Hotspur FC elleni mérkőzésen. 2011. március 21-én a Leicester City FC kölcsönjátékosa lett a szezon végéig. Első mérkőzését a Middlesbrough FC ellen játszotta április 2-án. Első gólját itt a Burnley FC elleni mérkőzésen érte el április 9-én.
2011. június 24-én bejelentették, hogy Kamara nem hosszabbítja meg szerződését a klubjával, és a török Eskişehirsporhoz igazol.

## Statisztika
Aktualizálva 2011. január 15-én.
| Teljesítmény klubjában | Teljesítmény klubjában | Teljesítmény klubjában | Bajnokság | Bajnokság                               | Kupa            | Kupa                           | Ligakupa          | Ligakupa          | Nemzetközi | Nemzetközi | Összesen | Összesen |
| Szezon                 | Klub                   | Bajnokság              | Mérk.     | Gól                                     | Mérk.           | Gól                            | Mérk.             | Gól               | Mérk.      | Gól        | Mérk.    | Gól      |
| Franciaország          | Franciaország          | Franciaország          | Bajnokság | Bajnokság                               | Coupe de France | Coupe de France                | Coupe de la Ligue | Coupe de la Ligue | Európa     | Európa     | Összesen | Összesen |
| ---------------------- | ---------------------- | ---------------------- | --------- | --------------------------------------- | --------------- | ------------------------------ | ----------------- | ----------------- | ---------- | ---------- | -------- | -------- |
| 1998–99                | Red Star               | Division 2             | 4         | 0                                       |                 |                                |                   |                   |            |            | 4        | 0        |
| Olaszország            | Olaszország            | Olaszország            | Bajnokság | Bajnokság                               | Coppa Italia    | Coppa Italia                   | Ligakupa          | Ligakupa          | Európa     | Európa     | Összesen | Összesen |
| 1999–2000              | Catanzaro              | Serie C2               | 11        | 4                                       |                 |                                |                   |                   |            |            | 11       | 4        |
| 2000–01                | Catanzaro              | Serie C2               | 23        | 5                                       |                 |                                |                   |                   |            |            | 23       | 5        |
| 2001–02                | Modena                 | Serie B                | 24        | 4                                       |                 |                                |                   |                   |            |            | 24       | 4        |
| 2002–03                | Modena                 | Serie A                | 29        | 5                                       |                 |                                |                   |                   |            |            | 29       | 5        |
| 2003–04                | Modena                 | Serie A                | 29        | 6                                       |                 |                                |                   |                   |            |            | 29       | 6        |
| Anglia                 | Anglia                 | Anglia                 | Bajnokság | Bajnokság                               | FA-kupa         | FA-kupa                        | League Cup        | League Cup        | Európa     | Európa     | Összesen | Összesen |
| 2004–05                | Portsmouth             | Premier League         | 25        | 4                                       | 2               | 0                              | 2                 | 2                 |            |            | 29       | 6        |
| 2005–06                | West Bromwich Albion   | Premier League         | 26        | 1                                       |                 |                                | 3                 | 1                 |            |            | 29       | 2        |
| 2006–07                | West Bromwich Albion   | Championship           | 34        | 20                                      | 4               | 2                              | 2                 | 0                 |            |            | 40       | 22       |
| 2007–08                | Fulham                 | Premier League         | 28        | 5                                       |                 |                                | 2                 | 1                 |            |            | 30       | 6        |
| 2008–09                | Fulham                 | Premier League         | 12        | 4                                       | 2               | 0                              |                   |                   |            |            | 14       | 4        |
| 2009–10                | Fulham                 | Premier League         | 9         | 1                                       | 0               | 0                              |                   |                   | 3          | 2          | 12       | 3        |
| 2010–11                | Fulham                 | Premier League         | 10        | 2                                       | 1               | 3                              |                   |                   | 0          | 0          | 11       | 5        |
| 2009–10                | Celtic                 | SPL                    | 9         | 2                                       | 1               | 1                              |                   |                   |            |            | 10       | 3        |
| Összesen               | Franciaország          | Franciaország          | 4         | 0\|\|\|\|\|\|\|\|\|\|\|\|\|\|4\|\|0     |                 |                                |                   |                   |            |            |          |          |
| Összesen               | Olaszország            | Olaszország            | 116       | 24\|\|\|\|\|\|\|\|\|\|\|\|\|\|116\|\|24 |                 |                                |                   |                   |            |            |          |          |
| Összesen               | Anglia                 | Anglia                 | 141       | 35                                      | 9               | 5                              | 9                 | 4                 | 3          | 2          | 148      | 48       |
| Összesen               | Skócia                 | Skócia                 | 9         | 2                                       | 1               | 1\|\|\|\|\|\|0\|\|0\|\|10\|\|3 |                   |                   |            |            |          |          |
| Karrierje összesen     | Karrierje összesen     | Karrierje összesen     | 263       | 61                                      | 10              | 6                              | 9                 | 4                 | 3          | 2          | 292      | 75       |